# Elefter Luarsabovič Andronikašvili
Elefter Luarsabovič Andronikašvili (gruzínsky ელეფთერ ლუარსაბის ძე ანდრონიკაშვილი, rusky Элевтер Луарсабович Андроникашвили; 25. prosince 1910 Petrohrad – 9. září 1989 Tbilisi) byl sovětský experimentální fyzik gruzínské národnosti, akademik Gruzínské akademie věd, který přispěl k výzkumu supratekutého hélia II.

## Biografie
E. L. Andronikašvili absolvoval v roce 1932 leningradskou polytechniku, v letech 1935 – 1940 přednášel na tbiliské univerzitě. Poté do roku 1948 pracoval v moskevském Ústavu fyzikálních problémů u Pjotra Kapicy, kde v roce 1948 obhájil doktorskou disertaci. Od roku 1948 pracoval opět v Tbilisi, nejdříve jako profesor na tbiliské univerzitě, od roku 1951 byl ředitelem Fyzikálního ústavu Gruzínské akademie věd. V roce 1952 obdržel Stalinovu cenu. Od roku 1955 byl plným členem Gruzínské akademie věd. V roce 1978 byl vyznamenán Státní cenou SSSR.

## Přínos pro fyziku
Pracoval ve fyzice nízkých teplot, kosmického záření, v jaderné technice a biofyzice. Jeho práce v oboru kvantové hydrodynamiky patří k základním. V Ústavu fyzikálních problémů se začal zabývat experimenty se supratekutým héliem II. Provedl tzv. Andronikašviliho experiment, který potvrdil správnost dvousložkového modelu supratekutosti. Předmětem experimentu bylo měření periody a útlumu torzních kmitů soustavy disků v kapalném héliu. Disky byly vyrobeny z hliníkové fólie a navlečené na tyčku v malých vzdálenostech od sebe. Perioda kmitů byla pod teplotou přechodu od hélia I k supratekutému héliu II teplotně závislá. S klesající teplotou se perioda prodlužovala, až se v blízkosti absolutní nuly blížila teoretické periodě ve vakuu. To odpovídalo přibývání supratekuté složky na úkor normální.